# Museo Nao Victoria
Il Museo Nao Victoria si trova a Punta Arenas in Cile ed è aperto al pubblico dal 1º ottobre 2011.
Lo scopo del museo è quello di esporre al pubblico le ricostruzioni delle navi che hanno contribuito alla scoperta del territorio, alla sua colonizzazione, o che detengono un particolare significato storico per la Regione di Magellano, Cile.
Ad oggi il museo ospita le riproduzioni, a grandezza naturale, di quattro navi:
- La Nao Victoria, unica a rientrare in Spagna dalla spedizione di Ferdinando Magellano, fu la prima nave a circumnavigare il globo e ad esplorare il Cile e la sua regione nel 1520.
- La James Caird era in origine una scialuppa di salvataggio, adattata da Harry McNish per permettere la navigazione dall'Isola Elefante alla Georgia del Sud durante la sfortunata spedizione di Ernest Shackleton nel 1915.
- La goletta Ancud, nave inviata dal governo del Cile indipendente nel 1843 a dichiarare la propria sovranità sullo Stretto di Magellano.
- La HMS Beagle, nave a bordo della quale Charles Darwin elaborò la teoria dell'evoluzione.

Il museo è privato; il proprietario ha ricevuto la Medaglia del Presidente del Cile, per il suo impegno nel promuovere l'identità nazionale, durante le celebrazioni per il bicentenario dell'indipendenza del paese sudamericano.